# Distenia pici
Distenia pici là một loài bọ cánh cứng trong họ Cerambycidae.